# Sloupový kostel v Rollagu
Dřevěný sloupový kostel v Rollagu (norsky bokmål Rollag stavkirke,  nynorsk Rollag stavkyrkje) je sloupový kostel z druhé poloviny 12. století, který se nachází v municipalitě Rollag, v tradičním regionu Numedal, v kraji Buskerud v jihovýchodním Norsku. Kostel je situován několik kilometrů severně od centra obce Rollag, v blízkosti oblouku řeky Numedalslågen (často zkráceně jen „Lågen“), mezi silnici číslo 2792 (Rollagsvegen) a železnicí vedoucími údolím Numedal. Kostel je obklopen hřbitovem.

## Historie

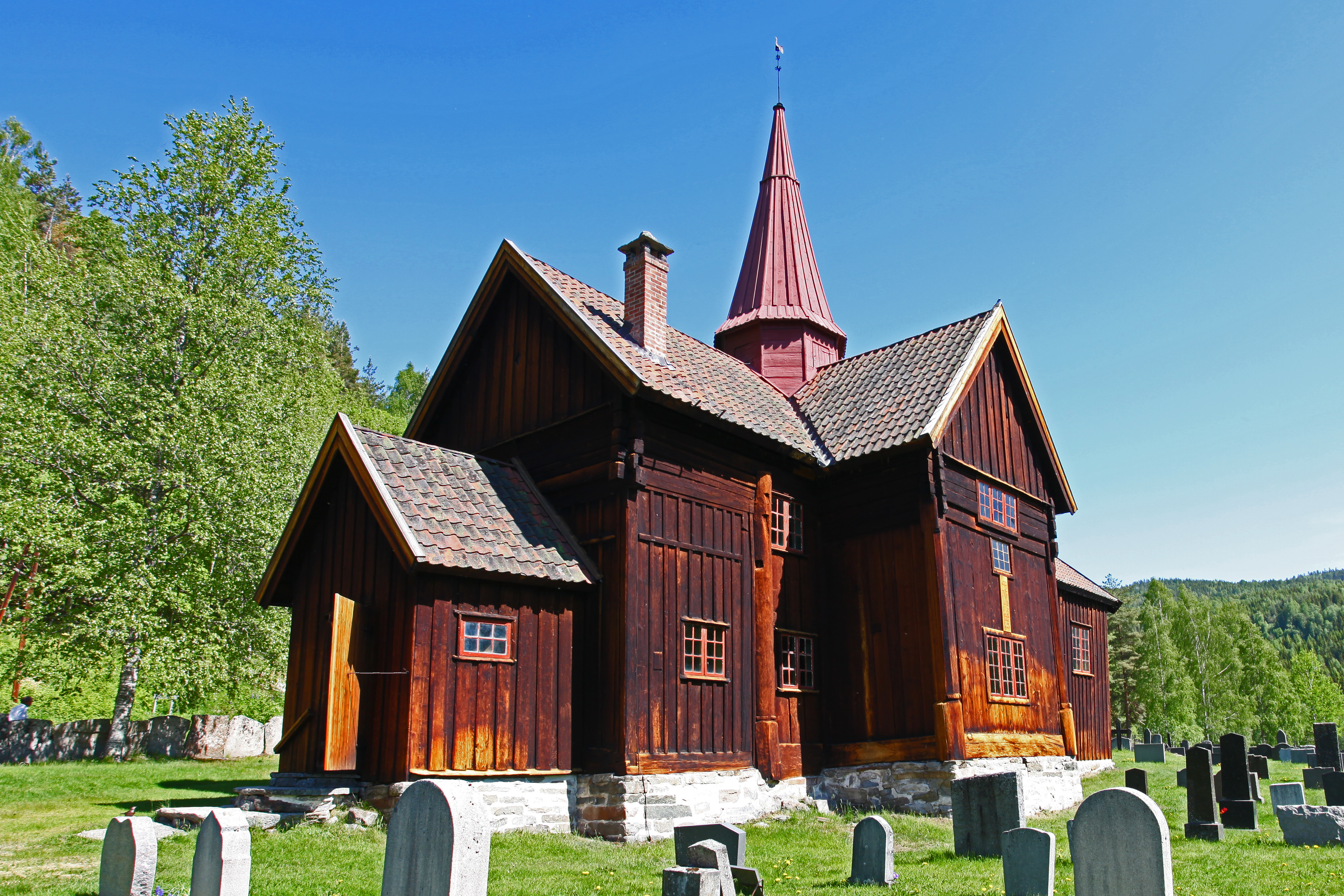
Kostel a náhrobní kameny.

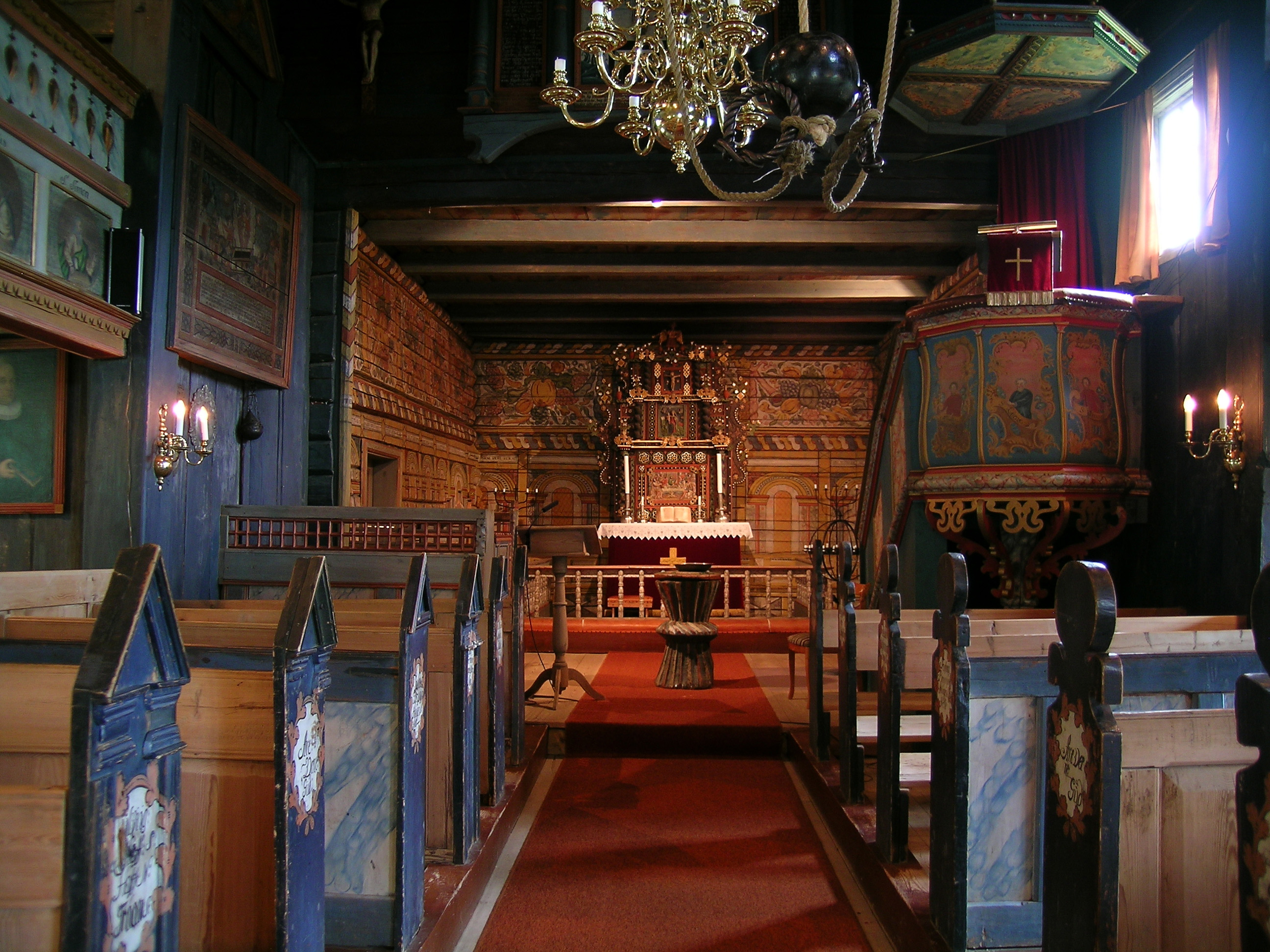
Celkový pohled do interiéru kostela.

První dochovaný písemný pramen, ve kterém je kostel zmíněn, pochází až z roku 1425, ale kostel v původní podobě byl pravděpodobně postaven v druhé polovině 12. století, tedy přibližně ve stejné době jako další dřevěné sloupové kostely v kraji Buskerud (ve Flesbergu, v Nore a v Uvdalu). Kostel v Rollagu je vyzdoben směsicí uměleckých děl, která pochází z různých období středověku a reformace.
Kostel v Rollagu byl několikrát přestavěn a z původní stavby toho mnoho nezbylo. Původně se jednalo o jednoduchý kostel s obdélníkovou lodí. Kolem roku 1660 byl přestavěn na kostel ve tvaru kříže. V roce 1666 byla přistavěna nová apsida. Ta byla v roce 1670 nahrazena chórem a rozšířena. Příčná loď byla postavena v letech 1697–1698. V roce 1702 byla přistavěna galerie. V roce 1739 byla přestavěna sakristie. Kolem roku 1760 byla na vrchol stavby umístěna další obkladová zeď a kostel byl rozšířen směrem na západ. V roce 1763 byla přistavěna barokní kazatelna.

## Památková ochrana
Již v 19. století vznikla Společnost pro ochranu starých norských památek (norsky Fortidsminneforeningen), která postupně do svého vlastnictví získala několik sloupových kostelů (v Uvdalu, v roce 1890 v Nore). Zachránila tak tyto kostely před zkázou, např. kostel v obci Nore měl být pro špatný stav zbourán poté, co byl 1880 postaven nový kostel.
Průzkum kostela v Rollagu provedl v roce 1911 architekt a historik umění Herman Major Schirmer, který v té době Společnosti pro ochranu starých norských památek předsedal. V roce 1932 pak sloupový kostel v Rollagu prošel celkovými restaurátorskými pracemi, které také zajistila Společnost.

## Fotogalerie

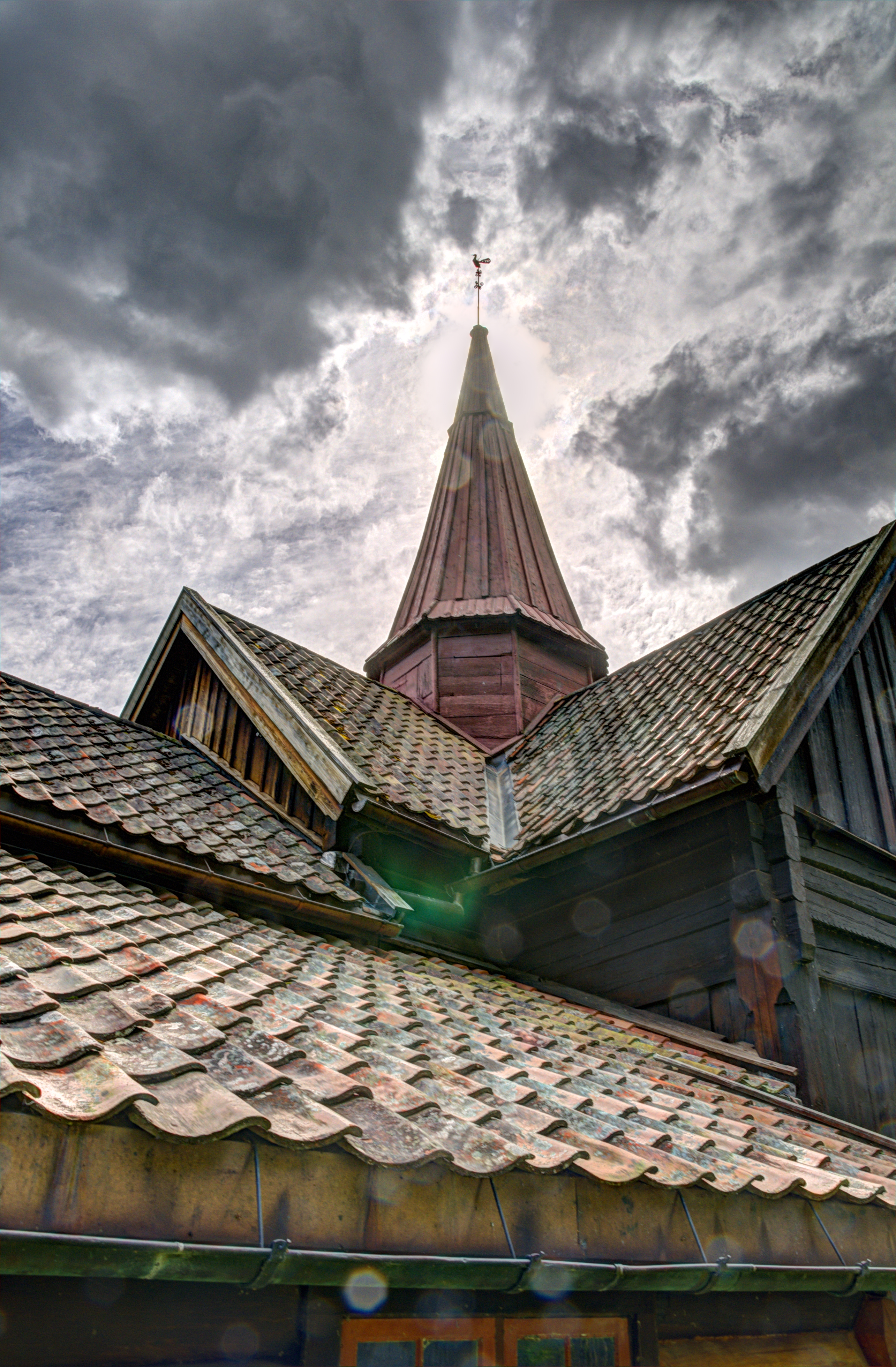
Střecha a špička věže kostela
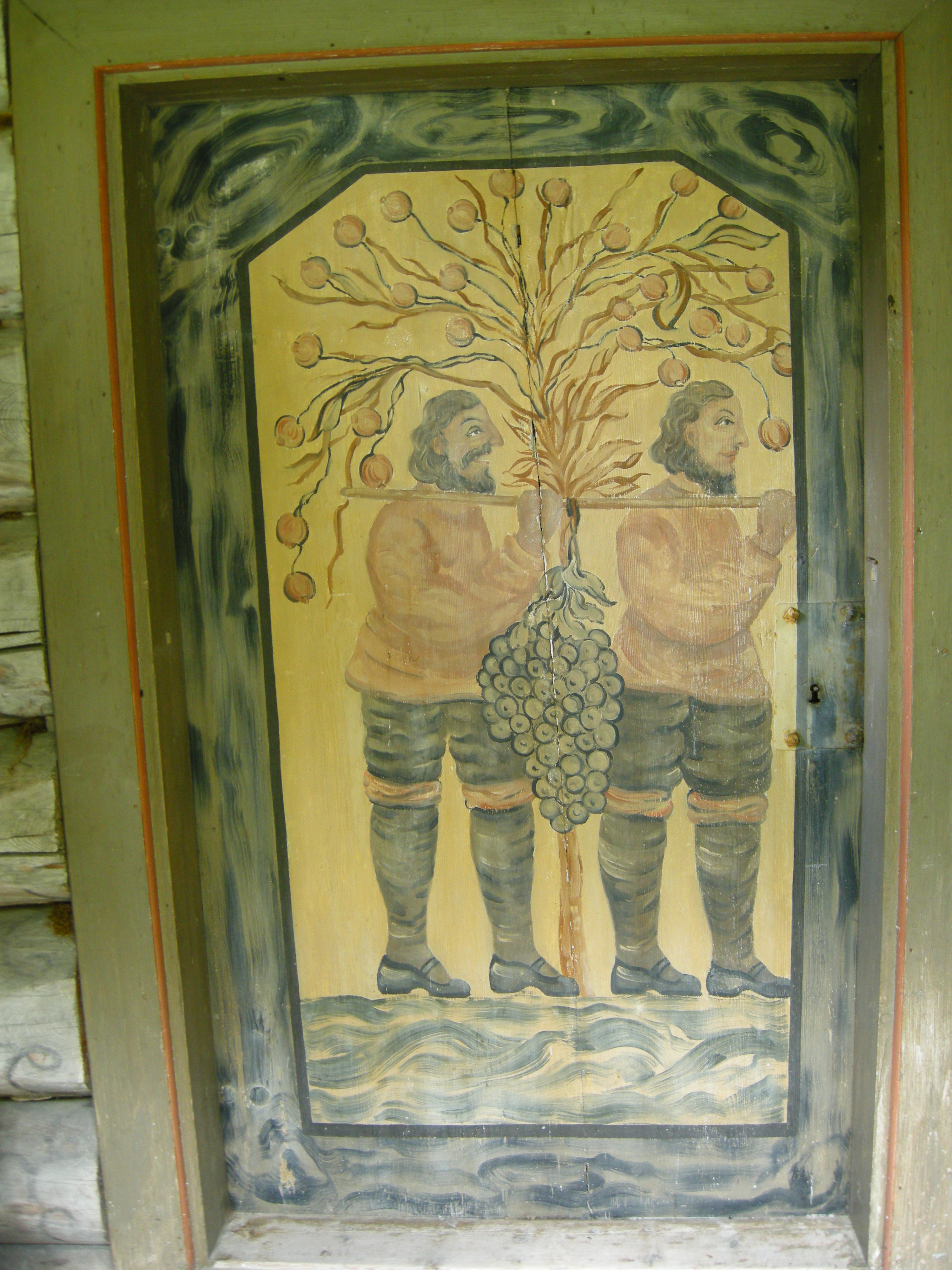
Zdobené dveře do kostela
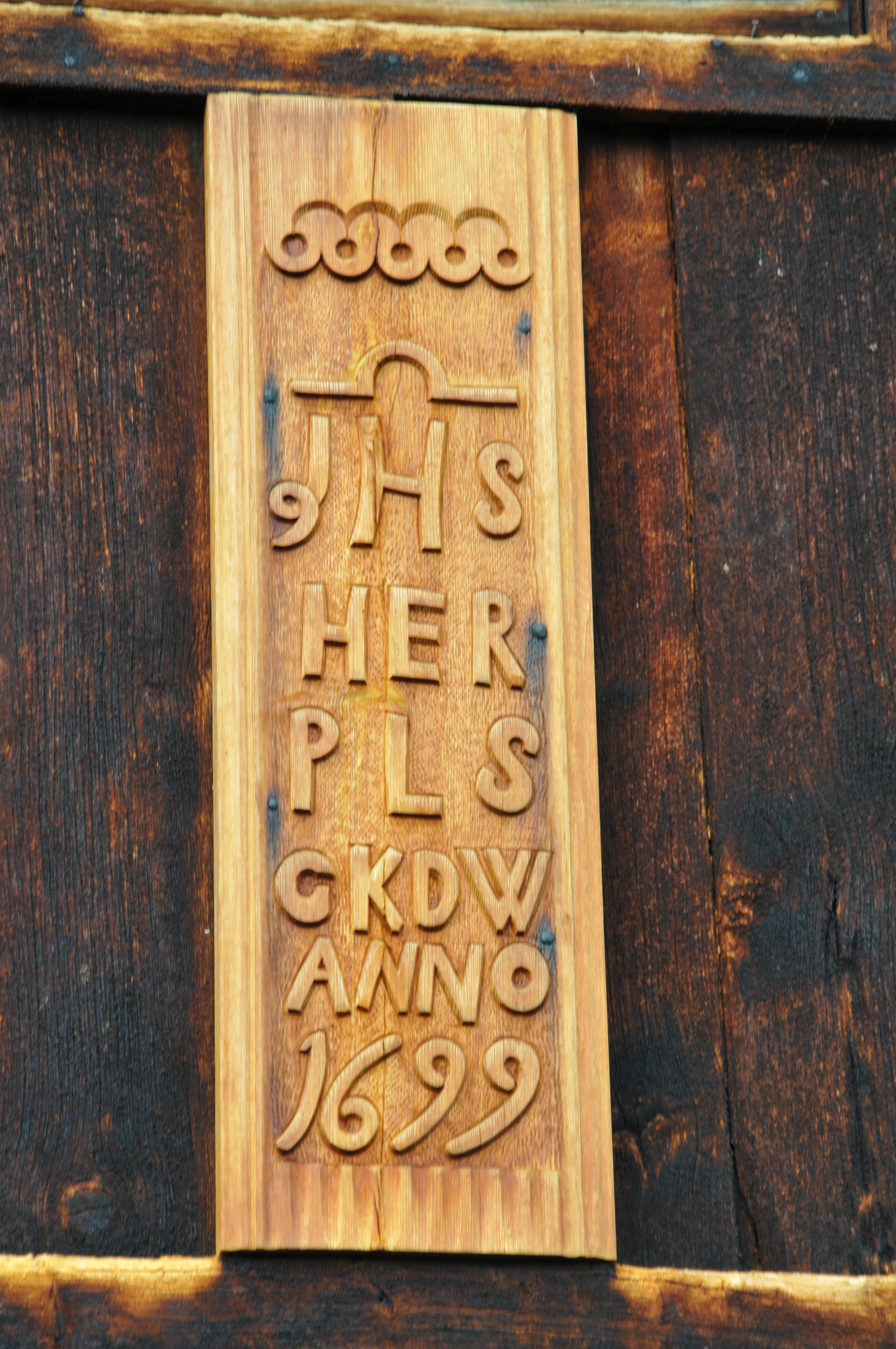
Detail dekorativní výzdoby s nápisem